# Wiesław Gąsiorek
Wiesław Gąsiorek, né le 13 janvier 1936 à Poznań et mort dans la même ville le 4 février 2002, est un joueur de tennis polonais.

## Carrière
Figure du tennis polonais des années 1960, Wiesław Gąsiorek a détenu le nombre record de 12 victoires consécutives au championnat national entre 1959 et 1970. Il a aussi remporté les championnats internationaux de Pologne à Katowice en 1960, 1966, 1967 et 1968.
Peu présent dans les grands tournois européens, il obtient son titre le plus important à Alexandrie en Egypte contre Harald Elschenbroich. Il est aussi finaliste des Internationaux de Yougoslavie en 1960, au Caire en 1965, du championnat d'Union Soviétique en 1970 et à Genève en 1971.
Sélectionné à 21 reprises en Coupe Davis, il possède un bilan de 25 victoires pour 24 défaites. Il a notamment battu Thomas Koch et Nikola Špear.
Aux Internationaux de France, il réalise sa principale performance en 1967 en écartant Nicola Pietrangeli avant de s'incliner en huitièmes de finale malgré le gain des deux premières manches contre Owen Davidson. Il est de nouveau huitième de finaliste deux ans plus tard.
Issu d'un milieu très modeste, il a notamment représenté le club du Warta Poznań. Dans le civil, il était employé par la société H. Cegielski – Poznań, spécialisée dans le transport ferroviaire. Il est devenu entraîneur après sa carrière, travaillant notamment en Allemagne pendant une vingtaine d'années avant de retourner en Pologne en 2000.

## Parcours dans les tournois duGrand Chelem

### En simple
| Année | Open d'Australie | Open d'Australie | Internationaux de France | Internationaux de France | Wimbledon       | Wimbledon        | US Open        | US Open          |
| ----- | ---------------- | ---------------- | ------------------------ | ------------------------ | --------------- | ---------------- | -------------- | ---------------- |
| 1959  | —                | —                | —                        | —                        | 1er tour (1/64) | Ken Fletcher     | —              | —                |
| 1960  | —                | —                | 2e tour (1/32)           | Barry MacKay             | 1er tour (1/64) | Toomas Leius     | —              | —                |
| 1961  | —                | —                | 1er tour (1/64)          | Martin Mulligan          | 3e tour (1/16)  | Chuck McKinley   | —              | —                |
| 1962  | —                | —                | 2e tour (1/32)           | Tony Pickard             | 1er tour (1/64) | Christian Kuhnke | 2e tour (1/32) | Charlie Pasarell |
| 1963  | —                | —                | —                        | —                        | —               | —                | —              | —                |
| 1964  | —                | —                | 1er tour (1/64)          | Wolfgang Stuck           | —               | —                | —              | —                |
| 1965  | —                | —                | 3e tour (1/16)           | R. Krishnan              | 1er tour (1/64) | Robin Sanders    | —              | —                |
| 1966  | —                | —                | 1er tour (1/64)          | Ken Fletcher             | 1er tour (1/64) | Bill Bowrey      | —              | —                |
| 1967  | —                | —                | 1/8 de finale            | Owen Davidson            | 1er tour (1/64) | Keishiro Yanagi  | —              | —                |
| 1968  | —                | —                | 3e tour (1/16)           | François Jauffret        | 1er tour (1/64) | Bill Bowrey      | —              | —                |
| 1969  | —                | —                | 1/8 de finale            | Tony Roche               | 1er tour (1/64) | Ken Rosewall     | —              | —                |
| 1970  | —                | —                | 2e tour (1/32)           | Z. Franulović            | —               | —                | —              | —                |
| 1971  | —                | —                | 1er tour (1/64)          | Jan Kodeš                | —               | —                | —              | —                |
| 1972  | —                | —                | 3e tour (1/16)           | Alex Metreveli           | —               | —                | —              | —                |

N.B. : à droite du résultat se trouve le nom de l'ultime adversaire.